# Новоартаульська сільська рада
Новоартау́льська сільська рада (рос. Новоартаульский сельский совет) — муніципальне утворення у складі Янаульського району Башкортостану, Росія. Адміністративний центр — село Новий Артаул.

## Населення
Населення — 1626 осіб (2019, 1862 в 2010, 1915 в 2002).

## Склад
До складу поселення входять такі населені пункти:
| Населений пункт           | Населення, осіб (2002) | Населення, осіб (2010) |
| ------------------------- | ---------------------- | ---------------------- |
| Булат-Єлга, присілок      | 98                     | 74                     |
| Варяш, присілок           | 169                    | 170                    |
| Варяшбаш, присілок        | 90                     | 68                     |
| Вотська Ош'я, село        | 162                    | 135                    |
| Вотська Урада, село       | 199                    | 155                    |
| Ісхак, присілок           | 25                     | 12                     |
| Новий Артаул, село        | 811                    | 881                    |
| Ош'я-Тау, присілок        | 22                     | 19                     |
| Татарська Урада, присілок | 278                    | 269                    |
| Таш-Єлга, присілок        | 61                     | 79                     |